# S軌域

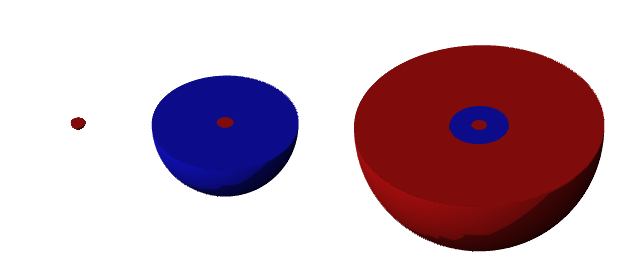
1s、2s、3s軌域的立體橫切模型

在化學與原子物理學中，s軌域（英語：s orbital）是一種原子軌域，其角量子數為0，磁量子數也為0，且每個殼層裡只有一個s軌域。
s軌域是最穩定的軌域，s軌道是圍繞原子核旋轉的電子軌道中最靠近原子核或內殼層的一層軌域，包含兩個電子，具有最低的能量，其電子出現密度的形狀是球狀對稱的，換句話說，s軌域是一個球形的軌域。
s軌域間可相互形成σ軌域，但無法形成π軌域。
7s軌域有相對論效應，而鑭系收縮則會導致6s後的s軌域之能量和大小降低。

## 命名
s軌域的 s 是指 Sharp ，其為「銳系光譜」之意。

## 結構

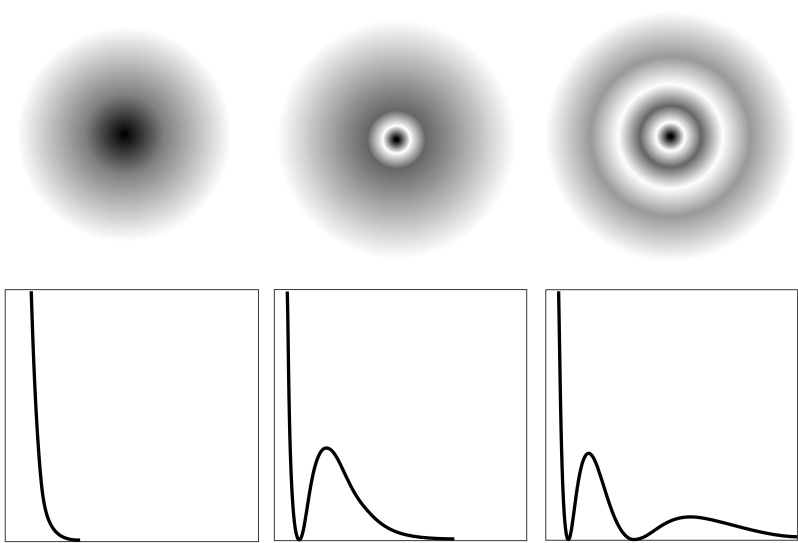
1s、2s、3s軌域的電子出現概率圖

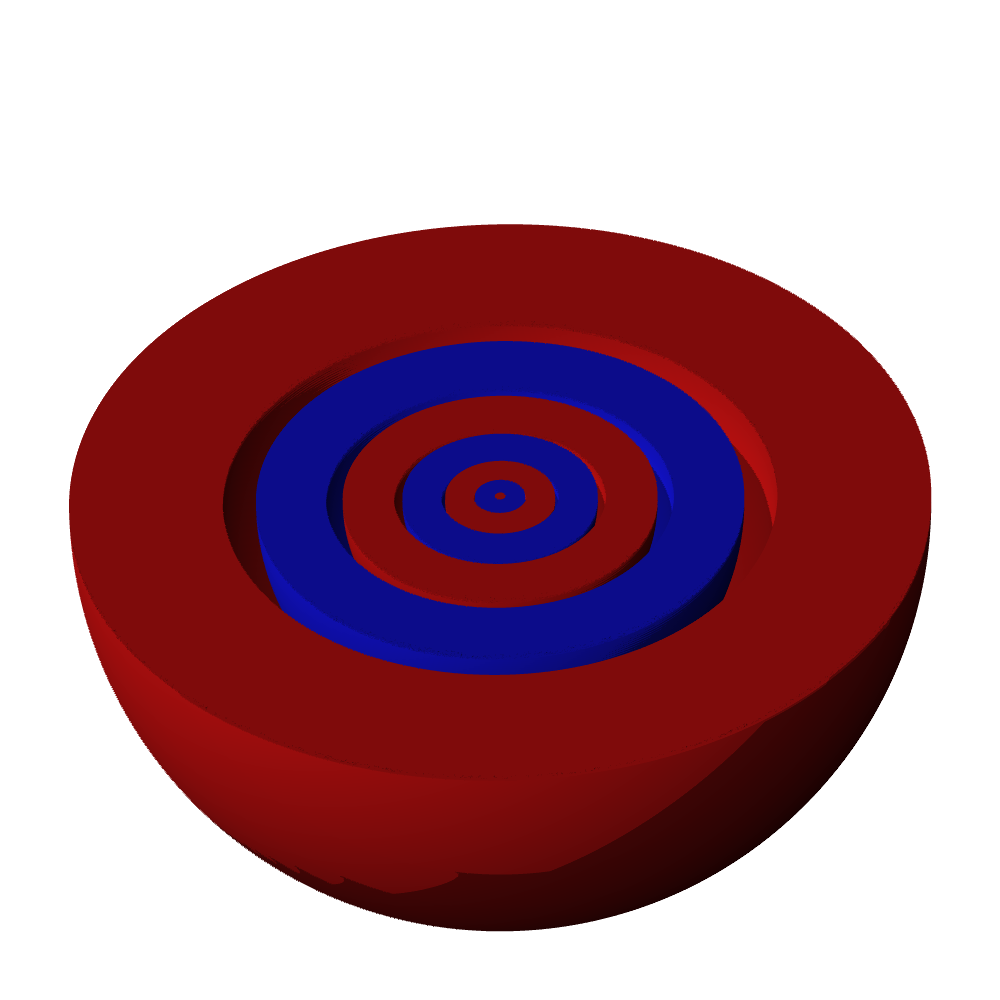
7s軌域橫切模型，紅色和藍色中間空隙則為波節

1s軌域是球狀對稱，2s、3s軌域亦是球狀對稱，事實上，所有s軌域、每個能階、殼層上的s軌域都是球狀對稱的，因為s軌域只有一種形狀。
2s、3s軌域的電子出現概率函數為{\displaystyle 4\pi r^{2}\varphi _{2s}^{2}}與{\displaystyle 4\pi r^{2}\varphi _{3s}^{2}}，如圖可以看出s軌域的電子出現概率隨著與原子核距離r的變動情形，以2s軌域為例，2s軌域再靠近原子核的地方有很高的電子出現概率，然後隨距離增加而減少，到了某個地帶時降至0，隨後隨著距離的增加又增加，然後到離原子核甚遠的地方又為0，這種電子出現概率為0的區域稱為波節或波節面，s軌域的波節呈球形的，且數目隨著主量子數的增加而增加，如：3s軌域有2個波節、4s軌域有3個波節。
因此當n增加時，電子分佈的範圍也越大，離原子核愈遠，換言之，s軌域的大小會隨著主量子數的增加而增加。

## 電子波
s軌域只有一個徑向部分。
{\displaystyle \psi _{n00}(\mathbf {r} )=R_{n0}(r)Y_{0}^{0}}
{\displaystyle s=X_{00}=Y_{0}^{0}={\frac {1}{\sqrt {4\pi }}}}
|     | n=1 | 2 | 3 | 4 | 5 | 6 | 7 |
| --- | --- | - | - | - | - | - | - |
| Rn0 |     |   |   |   |   |   |   |

## 性質
s軌域具有最低能量，因此電子會先填滿s軌域，因此幾乎所有元素的價殼層s軌域都是填滿的，除了s區元素之外，如鹼金屬的s軌域只半填滿。
另外，在過渡金屬中，失去s軌域電子後往往會比較穩定，因此s軌域的電子往往是會最先被丟掉的，例如鈷，原價電子組態為3d74s2，失去s軌域電子後變成較穩定的Co2+。另外，銅也是如此，原價電子組態為3d104s1，失去s軌域電子後形成Cu+，雖然Cu2+才是常見的銅離子，但從氧化還原電位來看，Cu2+的還原電位是0.342伏特，Cu+的是0.521，結果是只失去s軌域的Cu+較多失去1個d軌域電子的Cu2+穩定，實際上這還牽扯到d軌域是全填滿或半填滿。

## s區元素
s區元素是指元素週期表中屬於1族和2族的元素，以及氦。這些元素其新增加的電子皆填入s軌域，故稱該區塊為s區。週期表的每個週期都各有2個s區元素。

## 混成軌域
s軌域可經混成形成能量簡併的新軌域，例如鈹原子，鈹原子在成鍵時一般採用sp雜化形式：處於基態的鈹原子（電子排布式：1s22s2）的一個2s電子激發至一個空的2p軌道上，成為激發態（電子排布式：1s22s12p1）。然後，一個2s軌道再和上述填充了一個電子的2p軌道進行sp雜化，形成兩個sp杂化軌道。
除此之外，還可以形成sp2混成軌域，甚至能進一步與d軌域發稱混成dsp2混成軌域。